# ランドスケープ〜アート・ペッパー・ライヴ・イン・トウキョウ'79
| 専門評論家によるレビュー                              | 専門評論家によるレビュー |
| レビュー・スコア                                      | レビュー・スコア         |
| 出典                                                  | 評価                     |
| ----------------------------------------------------- | ------------------------ |
| The Penguin Guide to Jazz on CD. Fourth Edition, 1998 | 3/3stars                 |
| The Rolling Stone Jazz Record Guide                   | [ 1 ]                    |

『ランドスケープ〜アート・ペッパー・ライヴ・イン・トウキョウ'79』 (Landscape) は、サックス奏者アート・ペッパーが、ジョージ・ケイブルス、トニー・デュマス、ビリー・ヒギンスとともに録音した、1979年のジャズのライブ・アルバム。ペッパーにとって、初のライブ・アルバムであった。
このアルバムは、東京・芝公園の東京郵便貯金会館ホールで収録された。
LP盤は、1979年に日本盤がJVCからリリースされた後、1980年以降ギャラクシー・レコードから欧米各国盤がリリースされた。

## トラックリスト
1. (A1) トゥルー・ブルース "True Blues" (Art Pepper) — 8:07
2. (A2) サムタイム"Sometime" (Art Pepper) — 5:05
3. (A3) ランドスケープ "Landscape" (Art Pepper) — 10:26
4. (B1) アヴァロン "Avalon" (Vincent Rose; Al Jolson; Buddy DeSylva) — 8:40
5. (B2) 虹の彼方に "Over the Rainbow" (Harold Arlen; E.Y. Harburg) — 10:47
6. (B3) ストレイト・ライフ "Straight Life" (Art Pepper) — 6:19

1979年7月16日、23日 録音

## パーソネル
- アート・ペッパー — アルト・サックス、「サムタイム」におけるクラリネット
- ジョージ・ケイブルス — ピアノ
- トニー・デュマス — "blitz" ベース
- ビリー・ヒギンス — ドラムス